# Africa Movie Academy Award du meilleur film
L'Africa Movie Academy Award for Best Film est une récompense des Africa Movie Academy Awards remise chaque année pour le meilleur film africain.
En gras les gagnants.

## 2005
- The Mayors (en) de Dickson Iroegbu (en)

## 2006
- Rising Moon (en) d'Andy Nwakolor
- Secret Adventure d'Andy Amenechi
- Behind Closed Door de Lancelot Oduwa Imasuen (en)
- Anini de Fred Amata
- Arrou - Prevention
- Tanyaradzwa
- My Mother’s Heart d'Ifeanyi Oyeabor
- Sofia de Boubakar Diallo

## 2007
- Sitanda (en) d'Izu Ojukwu (en)
- The Amazing Grace (en) de Jeta Amata
- Apesin de Muyiwa Ademola
- Abeni de Tunde Kelani

## 2008
- Run Baby Run (en) d'Emmanuel Apea
- White Waters (en) d'Izu Ojukwu (en)
- Across the Niger (en) d'Izu Ojukwu (en) et Kingsley Ogoro
- Princess Tyra (en) de Frank Rajah Arase
- Mission to Nowhere de Teco Benson (en)
- 30 Days (en) de Mildred Okwo

## 2009
- From a Whisper (en) de Wanuri Kahiu
- Arugba de Tunde Kelani
- Gugu and Andile (en) de Minky Schlesinger
- Battle of the Souls (en) de Matt Bish (en)
- Seventh Heaven de Saad Hendawy

## 2010
- Araromire de Kunle Afolayan
- Seasons of a Life de Shemu Joyah
- The Tenant de Jude Idada et Lucky Ejim
- The Perfect Picture de Shirley Frimpong-Manso
- I Sing of a Well 	de Leila Djansi

## 2011
- Viva Riva ! de Djo Tunda wa Munga
- Sinking Sands (en) de Leila Djansi
- Aramotu (en) de Niji Akanni
- Soul Boy (en) de Hawa Essuman
- Hopeville de John Trengove
- A Small Town Called Descent de Jahmil X.T. Qubeka

## 2012
- Comment voler 2 millions de Charlie Vundla
- State of Violence (en) de Khalo Matabane
- Adesuwa (en) de Lancelot Oduwa Imasuen (en)
- Otelo Burning (en) de Sara Bletcher
- Rugged Priest de Bob Nyanja
- Ties That Bind (en) de Leila Djansi
- Man on Ground (en) d'Akin Omotoso

## 2013
- Confusion Na Wa de Kenneth Gyang
- Nairobi Half Life de David 'Tosh' Gitonga
- Ninah’s Dowry de Victor Viyuoh
- The Last Fishing Boat de Shemu Joyah
- Virgin Margarida
- Elelwani de Ntshavheni Wa Luruli
- Dernier Vol pour Abuja d'Obi Emelonye

## 2014
- Of Good Report de Jamil X.T Quebeka
- Children of Troumaron de Harrikrishna et Sharvan Anenden
- Potomanto (en) de Shirley Frimpong-Manso
- The Forgotten Kingdom d'Andrew Mudge
- Accident de Teco Benson (en)

## 2015
- Timbuktu de Abderrahmane Sissako
  - October 1 de Kunle Afolayan
  - Triangle : Going To America de Theodros Teshome
  - iNumber Number de Donovan Marsh
  - Run de Philippe Lacôte

## 2016
- L'Œil du cyclone de Sékou Traoré
  - The Cursed Ones de Nana Obiri Yeboa
  - Fifty de Biyi Bandele
  - Ayanda de Sara Blecher
  - Le Pagne de Moussa Hamadou Djingarey
  - Dry de Stephanie Okereke Linus
  - Tell Me Sweet Something d'Akin Omotoso
  - Derrière les portes fermées de Mohamed Ahed Bensouda

## 2017
- Félicité d'Alain Gomis
  - The Last of Us d'Ala Eddine Slim
  - Un mile dans mes chaussures de Said Khallaf
  - '76 d'Izu Ojukwu
  - Vaya d'Akin Omotoso
  - 93 Days de Steve Gukas
  - La Dame de Katwe de Mira Nair
  - Wùlu de Daouda Coulibaly
  - Call Me Thief de Daryne Joshua

## 2018
- Cinq Doigts pour Marseille de Michael Matthews
  - Isoken de Jadesola Osiberu
  - In My Country de Frank Rajah Arase
  - Les Bienheureux de Sofia Djama
  - Cross Roads de Seyi Siwoku
  - The Road to Sunrise de Shemu Joyah
  - Siembamba de Darrell Roodt
  - A Hotel Called Memory d'Akin Omotoso
  - Side Chick Gang de Peter Sedufia
  - The Lost Café de Kenneth Gyang

## 2019
- La Miséricorde de la jungle de Joël Karekezi
  - Rafiki de Wanuri Kahiu
  - The Delivery Boy de Adekunle Adejuyigbe
  - Ellen: The Ellen Pakkies Story de Daryne Joshua
  - Sew the Winter to My Skin de Jahmil X.T. Qubeka
  - Redemption de Mickey Fonseca
  - King of Boys de Kemi Adetiba
  - Urgent de Mohcine Besri

## 2020
- The Milkmaid de Desmond Ovbiagele[1]
  - The Ghost and the House of Truth d'Akin Omotoso
  - The Fisherman's Diary d'Enah Johnscott
  - Knuckle City (en) de Jahmil X.T. Qubeka (en)
  - 40 Sticks (en) de Victor Gatonye
  - Desrances d'Apolline Traoré
  - L'Indomptable Feu du printemps de Lemohang Jeremiah Mosese
  - Gold Coast Lounge (en) de Pascal Aka

## 2021
- La Femme du fossoyeur  (Somalie)
  - Mission to Rescue (Kenya)
  - Fried Barry (Afrique du Sud)
  - Stain (Ouganda)
  - Eyimofe (Nigeria)
  - Hairareb (Namibie)
  - Nyara: The Kidnapping (Tanzanie)
  - Black Medusa (Tunisie)

## 2022
- Les Révoltés  (Tanzanie)

## 2023
- Xalé, les Blessures de l'enfance  (Sénégal)
  - Mami Wata (Nigeria)
  - Four Four Forty Four (Nigeria)
  - Augure (RD Congo)
  - Four Walls (Afrique du Sud)
  - Sira (Burkina Faso)
  - Aníkúlápó (Nigeria)

## 2024
- The Weekend (en) (Nigeria)
  - Under The Hanging Tree (en) (Namibie)
  - This is Lagos (Nigeria)
  - A Smile, A Wink and A Tear (Nigeria)
  - Orah (en) (Nigeria)
  - Letters to Goddo (Ghana)
  - The Queenstown Kings (Afrique du Sud)